# Trophée Jules Verne

Percorso del Trophée Jules Verne

Il Trophée Jules Verne è una sfida nautica che ricompensa il giro del mondo a vela più rapido realizzato con equipaggio, senza scalo e senza assistenza su una distanza ortodromica ufficiale WSSRC di 21 600 miglia nautiche (40 003 km).

La competizione è libera e aperta a tutti i tipi di imbarcazione a vela; la partenza e l'arrivo sono ad Ouessant, più precisamente attraversando una linea immaginaria che collega il faro di Créac'h sull'île d'Ouessant e il faro di Capo Lizard. Il percorso prevede di fare il giro del mondo lasciando alla propria sinistra il Capo di Buona Speranza, il Capo Leeuwin e il Capo Horn (d'ouest en est o eastward route).

## Origine
È in riferimento al romanzo Il giro del mondo in 80 giorni di Jules Verne che il navigatore Yves Le Cornec ebbe l'idea di questa sfida nautica nel 1985. Nel 1990, un collegio di competitori si riunì per definirne le regole. L'obiettivo degli 80 giorni sembra una sfida realizzabile. Un comitato è incaricato di garantire l'etica della competizione e il rispetto delle regole. Esso è composto da: Peter Blake, Florence Arthaud, Jean François Coste, Yvon Fauconnier, Gabriel Guilly, Robin Knox-Johnston, Titouan Lamazou, Yves Le Cornec, Bruno Peyron, Olivier de Kersauson e Didier Ragot. Essi fondano l'associazione Tour du monde en 80 jours, presieduta da Olivier de Kersauson. Nell'agosto 1990, il quadro della sfida è definito. Si tratta di percorrere la distanza minima della circonferenza terrestre all'Equatore, cioè 21 638,769 miglia nautiche (40 075 km) su imbarcazioni propulse dalla sola forza del vento. Due anni più tardi, nell'ottobre 1992, il Trophée Jules Verne è presentato nei saloni del Yacht Club de France, sotto la presidenza di Jack Lang, all'epoca ministro della cultura. I primi tentativi hanno luogo nel 1993. Dalla sua creazione, fino a novembre 2017, ci sono stati complessivamente 27 tentativi, ma solo 9 sono stati coronati dal successo e dal trofeo.

## Palmarès
| Anno | Tempo (velocità)                                     | Skipper                         | Nazionalità               | Nome dell'imbarcazione  | Tipo di imbarcazione | Equipaggio |
| ---- | ---------------------------------------------------- | ------------------------------- | ------------------------- | ----------------------- | -------------------- | ---------- |
| 2017 | 40 giorni 23 ore 30 minuti 30 secondi (26.9 nodi)    | Francis Joyon                   | Francia                   | Idec Sport              | Trimarano            | 6 persone  |
| 2012 | 45 giorni 13 ore 42 minuti e 53 secondi (19,75 nodi) | Loïck Peyron                    | Francia                   | Maxi Banque Populaire V | Trimarano            | 14 persone |
| 2010 | 48 giorni 7 ore 44 minuti e 52 secondi (18,70 nodi)  | Franck Cammas                   | Francia                   | Groupama 3              | Trimarano            | 10 persone |
| 2005 | 50 giorni 16 ore 20 minuti 04 secondi (17,89 nodi)   | Bruno Peyron                    | Francia                   | Orange 2                | Catamarano           | 14 persone |
| 2004 | 63 giorni 13 ore 59 minuti 46 secondi (15,52 nodi)   | Olivier de Kersauson            | Francia                   | Geronimo                | Trimarano            | 11 persone |
| 2002 | 64 giorni 08 ore 37 minuti 24 secondi (13,98 nodi)   | Bruno Peyron                    | Francia                   | Orange                  | Catamarano           | 13 persone |
| 1997 | 71 giorni 14 ore 22 minuti 08 secondi (12,66 nodi)   | Olivier de Kersauson            | Francia                   | Sport-Elec              | Trimarano            | 7 persone  |
| 1994 | 74 giorni 22 ore 17 minuti 22 secondi (12,00 nodi)   | Peter Blake Robin Knox-Johnston | Nuova Zelanda Regno Unito | Enza New Zealand        | Catamarano           | 8 persone  |
| 1993 | 79 giorni 06 ore 15 minuti 56 secondi (11,35 nodi)   | Bruno Peyron                    | Francia                   | Commodore Explorer      | Catamarano           | 5 persone  |